# 31876 Jenkens
31876 Jenkens este un asteroid din centura principală de asteroizi.

## Descriere
31876 Jenkens este un asteroid din centura principală de asteroizi. A fost descoperit pe 2 martie 2000 în cadrul proiectului CSS. Asteroidul prezintă o orbită caracterizată de o semiaxă mare de 2,58 ua, o excentricitate de 0,26 și o înclinație de 13,7° în raport cu ecliptica.